# Tequixca
Tequixca är en ort i Mexiko.   Den ligger i kommunen José Joaquín de Herrera och delstaten Guerrero, i den sydöstra delen av landet, 220 km söder om huvudstaden Mexico City. Tequixca ligger 1 222 meter över havet och antalet invånare är 294.
Terrängen runt Tequixca är kuperad norrut, men söderut är den bergig. Runt Tequixca är det ganska glesbefolkat, med 43 invånare per kvadratkilometer. Närmaste större samhälle är Ixcatla, 2,1 km sydost om Tequixca. I omgivningarna runt Tequixca växer huvudsakligen savannskog.